# Космос-1094
Космос-1094 је један од преко 2400 совјетских вјештачких сателита лансираних у оквиру програма Космос.
Космос-1094 је лансиран са космодрома Тјуратам, Бајконур, СССР, 18. априла 1979. Ракета-носач Р-36 или РТ-2 (8К67, НАТО ознака SS-9 Scarp или 8К98, НАТО SS-13 Savage) са додатим степеном је поставила сателит у орбиту око планете Земље. Маса сателита при лансирању је износила 4000 килограма. Космос-1094 је био војни извиђачки сателит за праћење флоте.